# 布呂格山
46°47′38″N 9°39′07″E / 46.79380186°N 9.65200112°E

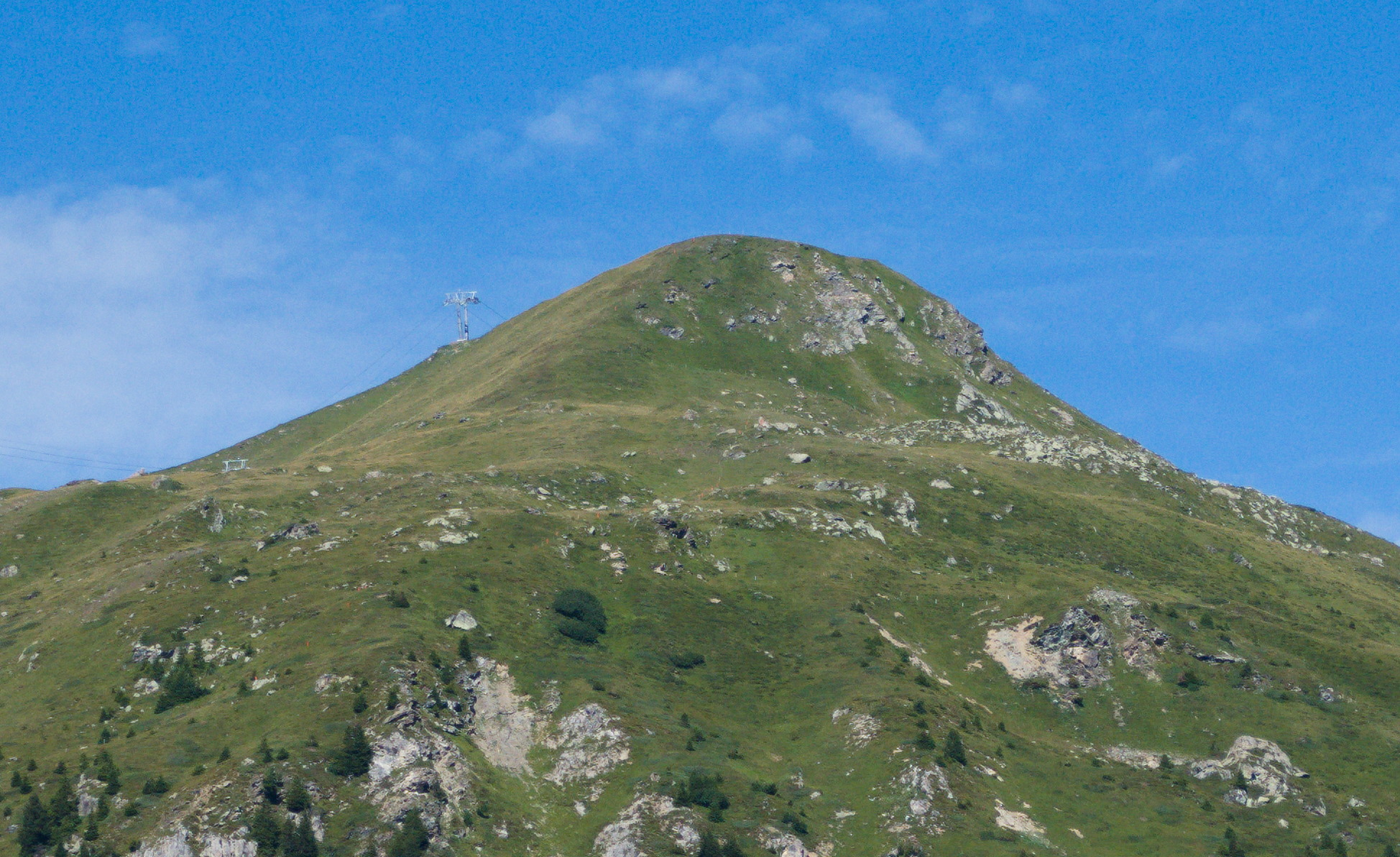

布呂格山（Brüggerhorn），是瑞士的山峰，位於該國東南部，由格勞賓登州負責管轄，屬於普萊蘇爾阿爾卑斯山脈的一部分，海拔高度2,447米，每年平均降雨量1,729毫米。